# Stema municipiului Târgoviște

Stema municipiului Târgoviște se compune dintr-un scut albastru, având la bază un zid crenelat, de argint, cu două turnuri laterale, rotunde și crenelate. În centru, două personaje domnești, de aur, flanchează un copac de argint, dezrădăcinat, deasupra căruia se află acvila cruciată, de aur, cu ciocul și ghearele roșii. Pasărea heraldică este însoțită, în dreapta, de un soare de aur, figurat, iar în stânga de o semilună înfățișată, de asemenea, figurat, în aceeași cromatică. Scutul este timbrat de o coroană murală de argint, formată din șapte turnuri crenelate, din care iese o acvilă cruciată neagră cu zbor deschis.
Semnificația elementelor:
- Zidul crenelat amintește de monumentele istorice existente în vechea capitală a Țării Românești.
- Acvila cruciată atestă originea latină a neamului românesc și continuitatea sa neîntreruptă în vatra strămoșească.
- Cele două personaje voievodale evocă instituția domniei și organizarea statală.